# 宋廣
宋廣（？—？），字昌裔，河南南陽人。明朝書法家。

## 生平
曾任沔陽同知。擅繪畫，又工草書。師法唐代張旭、懷素，筆法勁秀流暢。與宋克、宋璲合稱三宋，祝允明說：“二宋在國初，故當最勝，昌裔熟媚，猶亞於克。”陶宗儀《書史會要》：“廣草書宗張旭、懷素，章草入神。”。代表作品有《風入松洞》、《太白酒歌》。